# Provincia eclesiástica de Nicaragua
La Provincia Eclesiástica de Nicaragua fue creada el 3 de diciembre de 1913, por mandato del Papa Pío X, formada por la Arquidiócesis de Managua y las diócesis sufragáneas de León, Granada y Vicariato Apostólico de Bluefields (actual Diócesis de Bluefields).
Después, se crearon de manera sucesiva: Diócesis de Matagalpa (1924), Diócesis de Estelí (1962), Diócesis de Jinotega (1982), Diócesis de Juigalpa (1991) y la Diócesis de Siuna (2017).

## Arquidiócesis de Managua
La Arquidiócesis de Managua fue erigida el 2 de diciembre de 1913 y es desmembrada de la Diócesis de Nicaragua cuya sede episcopal era León; dicha jurisdicción abarcaba todo el territorio nicaragüense. 

## Obispos actuales
| Obispo                                         | Diócesis                                          |
| ---------------------------------------------- | ------------------------------------------------- |
| Cardenal Leopoldo José Brenes Solórzano        | Obispo de la Arquidiócesis de Managua             |
| Mons. Vacante                                  | Obispo Auxiliar de la Arquidiócesis de Managua    |
| Mons. Sócrates René Sándigo Jirón              | Obispo de la Diócesis de León                     |
| Mons. Jorge Solórzano Pérez                    | Obispo de la Diócesis de Granada                  |
| Mons. Francisco José Tigerino Dávila           | Obispo de la Diócesis de Bluefields               |
| Mons. Rolando José Álvarez Lagos               | Obispo de la Diócesis de Matagalpa                |
| Mons. Rolando José Álvarez Lagos               | Administrador Apostólico de la Diócesis de Estelí |
| Mons. Carlos Enrique Herrera Gutiérrez, O.F.M. | Obispo de la Diócesis de Jinotega                 |
| Mons. Marcial Humberto Guzmán Saballos         | Obispo de la Diócesis de Juigalpa                 |
| Mons. Isidoro del Carmen Mora Ortega           | Obispo de la Diócesis de Siuna                    |